# NGC 3854
NGC 3854 (NGC 3865) é uma galáxia espiral barrada (SBb) localizada na direcção da constelação de Crater. Possui uma declinação de -09° 13' 59" e uma ascensão recta de 11 horas, 44 minutos e 51,9 segundos.
A galáxia NGC 3854 foi descoberta em 1885 por Francis Leavenworth.